# As Feras
As Feras é um filme brasileiro lançado em 2001 dirigido por Walter Hugo Khouri. O filme foi concluído em 1995, mas só foi lançado seis anos mais tarde, por causa de brigas entre o produtor e o diretor, que defendiam para si direitos ao corte final da produção.

## Sinopse
Desde criança Paulo Cintra tem uma paixão obsessiva por sua prima Sônia, quatro anos mais velha do que ele. Essa paixão, transformada através dos anos num frustrante sentimento de atração e rejeição, o acompanha sempre. Sônia, além de manter-se fora de seu alcance, tem uma atitude e uma conduta amorosa que parece excluir totalmente a presença masculina. Isso, porém, não impede que ela se aproxime da vida de Paulo e que acabe sendo a responsável pelos momentos mais dolorosos e terrivelmente humilhantes sofridos por ele em todas as ocasiões em que se defrontam. Nessas ocasiões sempre há a presença de outra mulher envolvida com Sônia, razão de conflito e sofrimento para Paulo e, da parte dela uma agressão involuntária.

## Elenco
- Nuno Leal Maia - Paulo Cintra
- Cláudia Liz - Ana
- Lúcia Veríssimo - Sônia
- Monique Lafond - Sylvie
- Luiz Maçãs - Wilson
- Branca de Camargo - Monica
- Betty Prado - Laura
- Jaqueline Cordeiro
- Vanusa Spindler
- Matheus Lafond
- Áurea Campos
- Paulo Cézar de Martino